# Kathrin Menges

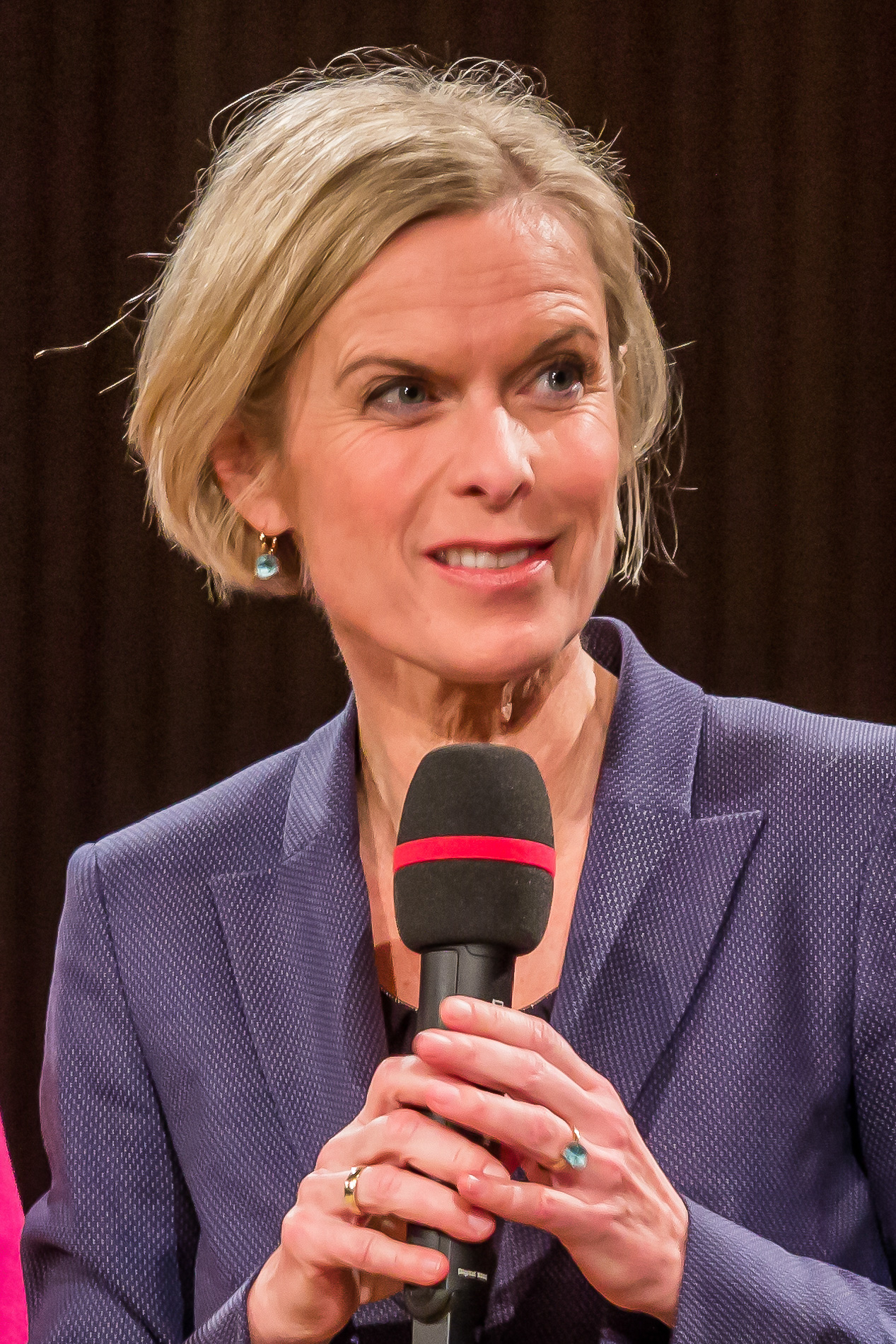
Kathrin Menges (2016)

Kathrin Menges (* 16. Oktober 1964 in Pritzwalk) ist eine deutsche Managerin. Von Oktober 2011 bis April 2019 war sie Personalvorstand des Henkel-Konzerns.

## Studium und berufliche Entwicklung
Kathrin Menges legte 1983 ihr Abitur an der Erweiterten Oberschule (EOS) der Goetheschule II in Pritzwalk ab. Im selben Jahr nahm sie ihr Studium an der Pädagogischen Hochschule Potsdam auf. Ihre Studienschwerpunkte waren die Fächer Englisch und Russisch. Sie erlangte 1988 den akademischen Grad des Diplomlehrers. In den folgenden zwei Jahren war sie als Lehrerin tätig.
Im Jahr 1990 wechselte Menges in den Personalbereich von Wirtschaftsunternehmen. Sie war zunächst bis 1999 bei der Bankgesellschaft Berlin tätig, wo sie bis zur Abteilungsleiterin Personal aufstieg. Danach übernahm sie verschiedene hohe Führungspositionen im Personalwesen unterschiedlicher Tochtergesellschaften des Henkel-Konzerns. Im Oktober 2011 wurde sie als Mitglied des Henkel-Vorstands für den Bereich Personal zuständig; der Bereich wurde im April 2012 um das Themengebiet Infrastruktur-Services erweitert. Der Personal-Vorstand wurde mit Menges zum ersten Mal besetzt, da der Personalbereich bis dahin vom Vorstandsvorsitzenden mitverantwortet worden war. Kathrin Menges baute die Sozialleistungen im Henkel-Konzern aus. Dazu gehörte eine Erweiterung der betrieblichen Berufsunfähigkeitsversicherung und der Gesundheitsvorsorge. Gemeinsam mit der IG Bergbau, Chemie, Energie führte sie eine betriebliche Pflegeversicherung für alle Mitarbeiter und Mitarbeiterinnen ein, die erste in einem Dax-Konzern. Als Vorsitzende des Sustainability Councels trat sie für mehr Nachhaltigkeit ein. So arbeitete sie in Kooperation mit Organisationen wie der Plastic Bank an der Reduzierung der Menge des Plastikmülls in den Ozeanen.
Menges war das erste weibliche Vorstandsmitglied des Unternehmens. Außerdem war sie die erste Frau aus der ehemaligen  DDR, die eine Vorstandsposition in einem DAX-Konzern innehatte. Zum Zeitpunkt der Berufung in den Vorstand war sie eine von nur acht Frauen im Vorstand eines Dax-Konzern.

## Privates
Menges ist verheiratet und hat keine Kinder. Ihre Hobbys sind Joggen und Schwimmen.

## Weitere Funktionen und Ämter
- Von 2013 bis April 2019 Mitglied des Rates für Nachhaltige Entwicklung[9]
- Von 2014 bis 2024 Mitglied des Aufsichtsrates der Adidas AG[10][11]